# Pietro Di Donato
Pietro Di Donato (West Hoboken, 3 aprile 1911 – New York, 19 gennaio 1992) è stato uno scrittore e operaio statunitense.

## Biografia

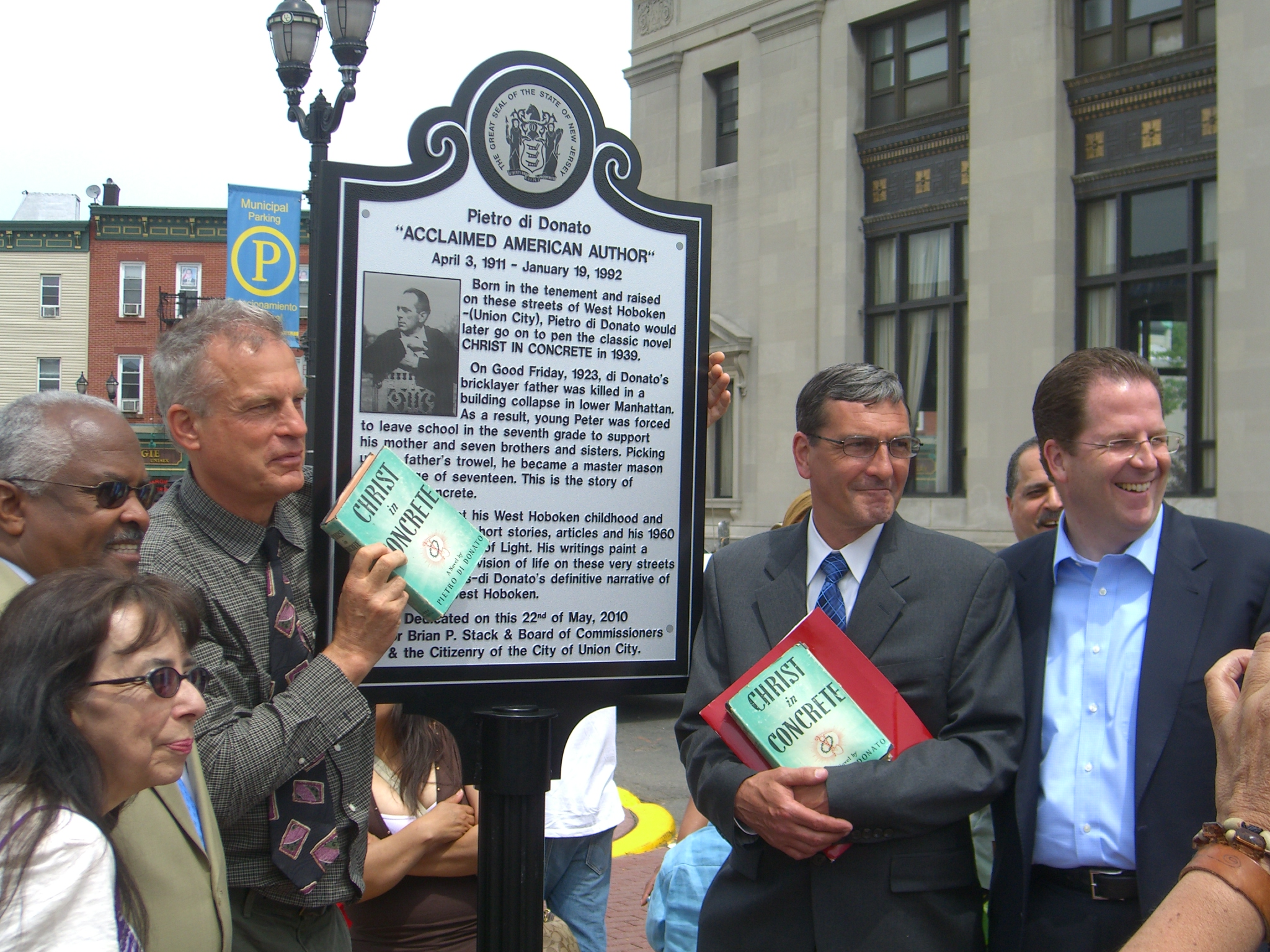
Cerimonia in onore di Pietro Di Donato, Union City, 2010.

Nacque il 3 aprile 1911 a West Hoboken, nel New Jersey (attualmente parte del comune di Union City), da Geremia e Annunziata Cinquina, immigrati italiani originari rispettivamente di Taranta Peligna e Vasto (in provincia di Chieti). Pietro era il primo di otto figli.
Pietro fu costretto ad interrompere gli studi e trovare un impiego come muratore per mantenere la famiglia in seguito alla scomparsa del padre, anch'egli operaio edile, morto in seguito ad un incidente avvenuto sul cantiere di lavoro il 30 marzo del 1923. Tale evento avrebbe costituito la fonte di ispirazione del primo e più noto romanzo di Pietro Di Donato Cristo tra i muratori (titolo originale: Christ in concrete), pubblicato nel 1939.
In seguito alla morte della madre, avvenuta pochi anni dopo, Pietro si assunse la piena responsabilità di provvedere ai fratelli. Pur continuando a lavorare come muratore, Pietro frequentò corsi serali di costruzione ed ingegneria presso il locale City College. La famiglia fu successivamente in grado di trasferirsi a Northport nello Stato di New York, dove Pietro continuò a lavorare come operaio edile.
Cristo tra i muratori è un romanzo proletario scritto da un proletario. Fu pensato in origine come un racconto breve e venne pubblicato su Esquire nel marzo 1937. A fronte del successo di pubblico e critica, fu subito rielaborato e ampliato per divenire un romanzo, pubblicato con introduzione del noto critico letterario Arnold Gingrich. Accolto come una sorta di "Bibbia dei proletari", fu immediatamente un grande successo e se ne trasse anche un film, girato nel 1949 da Edward Dmytryk, sceneggiato da Ben Barzman e con protagonista Lea Padovani. Il libro venne inoltre incluso nella selezione Book of the Month.
L'opera è una mescolanza di stili e registri linguistici, combinando citazioni della Sacra Scrittura con il gergo quotidiano di New York, italiano e inglese e loro varianti regionali e locali, avendo quale precursore lo sperimentalismo linguistico proprio del romanzo primonovecentesco (es. Joyce, Gadda). Cristo tra i muratori costituisce una preziosa traccia letteraria del passato dei migranti italiani in America, influenzata dalla nostalgia per un'Italia idealizzata ed un presente statunitense mai pienamente integrato nella propria vita.
Nel 1958 Di Donato vide la pubblicazione del suo secondo romanzo, This Woman, che continua la trattazione delle vicende di Cristo tra i muratori. Nel 1960 venne pubblicato il suo terzo romanzo, Three Circles of Light, un libro autobiografico che si focalizza sulle vicende della famiglia Di Donato negli anni precedenti alla morte del padre. Sempre nel 1960 venne pubblicato The Immigrant Saint: The Life of Mother Cabrini, libro che racconta in chiave romanzata la vita di Francesca Saverio Cabrini, la prima cittadina statunitense ad essere canonizzata. Sempre nel filone religioso si innesta la successiva opera The Penitent, del 1961, che narra il pentimento e la rinascita spirituale dell'assassino di Maria Goretti. L'ultimo libro di Di Donato è stato Naked as an Author, una raccolta di racconti, pubblicata nel 1970.
Di Donato è stato un obiettore di coscienza durante la seconda guerra mondiale. Fu in quel periodo, prestando servizio alternativo a Cooperstown che conobbe la futura moglie, Helen Dean. La coppia si sposò civilmente nel 1943, in una cerimonia officiata dal sindaco di New York Fiorello La Guardia. Di Donato e la moglie si trasferirono a Setauket-East Setauket. Dal matrimonio nacquero due figli, Peter e Richard.
Nel 1978 il suo servizio giornalistico sul rapimento e l'assassinio di Aldo Moro (intitolato Christ in Plastic) vinse il premio dell'Overseas Press Club. È morto a Stony Brook, New York, nel 1992. In suo onore è stato istituito dal Comune di Taranta Peligna nel 2011 un premio giornalistico dedicato alla sicurezza sul lavoro.

## Opere
- Cristo fra i muratori (Christ in concrete) (1939)
- Cristo fra i muratori, readerforblind (2022), traduzione integrale di Nicola Manuppelli
- This Woman (1958)
- Immigrant Saint: The Life of Mother Cabrini (1960, sulla vita della prima santa americana Francesca Saverio Cabrini)
- Three Circles of Light (1960)
- Ho ucciso Maria Goretti (The Penitent) (1962, sulla vita di Maria Goretti)
- Naked Author (1970)
- The American Gospels (2000)

## Documentari
Nel 2006 è uscito un documentario per la regia di Stefano Falco dal titolo Pietro di Donato, lo scrittore muratore con interventi di Fred Gardaphé, Robert Viscusi, Luigi Fontanella, Francesco Durante, Ernesto Livorni, Luigi Murolo, Martino Marazzi, Giuseppe Catania.